# Nadja Klier
Nadja Klier (* 30. Januar 1973 in Dresden) ist eine deutsche Fotografin, Autorin und Filmproduzentin. Als Hauptdarstellerin in einem DEFA-Kinderfilm wurde sie u. a. in der DDR bekannt. Sie ist als Standfotografin bei Film und Fernsehen und Porträtfotografin für Schauspieler tätig. Seit 2015 tritt sie auch als Filmemacherin in Erscheinung. Seit einigen Jahren publiziert sie Beiträge und veröffentlichte 2017 ihr erstes Buch.

## Leben
Klier kam 1973 als Tochter der Theaterregisseurin Freya Klier und des Musikers Gottfried Klier in Dresden zur Welt. Sie wuchs in Ost-Berlin auf. Ihre Mutter hatte sie bereits Anfang der 1980er-Jahre in der Uraufführung des Theaterstücks Legende vom Glück ohne Ende von Ulrich Plenzdorf besetzt, als sie auf Anregung von Ute Lubosch zum Vorsprechen für Jürgen Brauers Kinderfilm Gritta von Rattenzuhausbeiuns eingeladen wurde. Sie überzeugte und spielte in der Adaption des Märchenromans von Bettina und Gisela von Arnim die Hauptrolle der 13-jährigen Hochgräfin Gritta von Rattenzuhausbeiuns. Der Film wurde innerhalb von zweieinhalb Monaten gedreht und erlebte am 7. März 1985 im Berliner Kino International seine Premiere. Klier wollte eigentlich Schauspielerin werden und bewarb sich Anfang 1988 an der Schauspielschule Ernst Busch. Kurz vor dem Vorstellungsgespräch wurde sie jedoch zusammen mit ihrer zu der Zeit wegen Kritik am Staat in Untersuchungshaft sitzende Mutter und deren Ehemann Stephan Krawczyk aus der DDR abgeschoben. Klier lebte während der Inhaftierung ihrer Mutter eine Woche bei der Bürgerrechtlerin Ulrike Poppe.
Sie legte 1993 an einem Gymnasium in Berlin-Steglitz das Abitur ab und ließ sich ab 1998 beim Lette-Verein zur Fotografin ausbilden. Später illustrierte sie mehrere Bücher ihrer Mutter über den oppositionellen DDR-Pfarrer Oskar Brüsewitz oder Matthias Domaschk. Über ihren Onkel, Regisseur Michael Klier, fand sie zur erfolgreichen Setfotografie für Film und Fernsehen. (Siehe unter Filmografie: Standfototografin)
Nadja Klier drehte um 2015 gemeinsam mit ihrer Mutter Freya die Filmdokumentation Meine Oderberger Straße. Selbst hat sie als Kind zehn Jahre in der Oderberger Straße im ehemaligen Berliner Stadtbezirk Prenzlauer Berg (unweit der Berliner Mauer) gewohnt. Als ein liebevolles Porträt der Straße dokumentiert sie – neben ihren eigenen Erlebnissen – deren Geschichte, wie der ältesten Feuerwache Deutschlands oder der von unangepassten Bürgern und nichtkonformen Künstlern initiierte Hirschhof (als frühe Form einer Bürgerbewegung in der DDR) und v. a. die nach der Vereinigung mit der BRD am 3. Oktober 1990 umfassenden sozialen Verschiebungen durch eigentumsrechtliche und folgend bautechnischen Veränderungen. 2016 produzierte sie den zweiten Film Wenn Mutti früh zur Arbeit geht mit ihrer Mutter Freya wieder für den rbb und die Stiftung Aufarbeitung. 2017 folgte dann das Buch Die Oderberger Straße, welches sie gemeinsam mit ihrer Mutter schrieb und das ebenfalls ein geschichtliches und gesellschaftliches Porträt dieser Straße aufzeigt. Nadja Klier ist Initiatorin der DDR BOX – www.ddrbox.de – einer Plattform mit Zeitzeugen-Interviews und Erklärvideos speziell für Jugendliche.
Sie arbeitet als freie Fotografin mit Schwerpunkt Porträt und als Autorin.
Der Beziehung mit Kameramann Kolja Brandt entstammt ein Sohn. Seit Februar 2018 ist sie mit dem ehemaligen Neonazi, Mitbegründer der Neonazi-Aussteiger-Organisation Exit Deutschland und Buchautor Ingo Hasselbach verheiratet.

## Filmografie
Als Darstellerin
- 1985: Gritta von Rattenzuhausbeiuns, Regie: Jürgen Brauer

Als Standfotografin
- 2002: Führer Ex
- 2003: Adam & Eva
- 2004: Farland
- 2004: Baal
- 2005: One Day in Europe
- 2005: Kombat Sechzehn
- 2005: Alles auf Zucker!
- 2006: Der Rote Kakadu
- 2006: Schröders wunderbare Welt
- 2007: Nichts als Gespenster
- 2007: Mein Führer – Die wirklich wahrste Wahrheit über Adolf Hitler
- 2008: Der Rote Baron
- 2008: Nordwand
- 2008: Alter und Schönheit
- 2009: Lila, Lila
- 2009: Die Tür
- 2011: Joschka und Herr Fischer
- 2014: Sein letztes Rennen
- 2016: Vorwärts Immer!
- 2016: Idioten der Familie
- 2017: Das schönste Mädchen der Welt
- 2018: Verschwörung (The Girl in the Spider’s Web)
- 2018: Silvercloud aka Charlies Angels
- 2019: Without Remorse (Ohne Gnade)
- 2021: Die Wespe
- 2021: Und steht einer auf und öffnet das Fenster
- 2024: Der Palast

Als Filmemacherin
- Meine Oderberger Straße, Dokumentarfilm / Reportage mit Freya Klier, 2015
- Wenn Mutti früh zur Arbeit geht – Frauen in der DDR, Dokumentarfilm mit Freya Klier, 2016[5]
- Wir wollen Euch mal wat fragen! – Gespräche mit Ingo Hasselbach und Nadja Klier
- DDR BOS Zeitzeugen Interviews